# Pierre Blayau
 (août 2016).
Pierre Blayau, né le 14 décembre 1950 à Rennes, est un dirigeant d'entreprise français. Il est de janvier 2015 à mai 2021 le président de la Caisse centrale de réassurance.

## Biographie

### Formation
Né d'un père universitaire, professeur d'histoire, et d'une mère agent d'assurances, Pierre Blayau, fait ses études secondaires au lycée Châteaubriand de Rennes. Après avoir obtenu son baccalauréat, il entre à l'École normale supérieure de Saint-Cloud comme germaniste, puis à Sciences-Po Paris. Énarque (promotion Pierre Mendès France, 1978), 

### Carrière
Il commence sa carrière comme inspecteur des finances, puis entre en 1982 à Saint-Gobain, tout juste nationalisé, comme directeur du plan durant deux ans auprès de Jean-Louis Beffa.
Puis il est nommé successivement, pour la filiale Pont-à-Mousson de Saint-Gobain, directeur financier en 1985, directeur général en 1987 et président en 1991.
Il quitte la direction de Pont-à-Mousson pour celle du directoire du groupe Pinault-Printemps-Redoute (1993-1995) où il s’occupe plus particulièrement de la Fnac, comme administrateur et président entre 1994 et 1995, et de La Redoute en tant que PDG (1994).

#### Au sein de Moulinex
En 1996, il est nommé président du directoire  de Moulinex par Jean-Charles Naouri, puis PDG  de 1997 à 2000. Il mène une politique de rationalisation[non neutre] de la production : réduction du nombre de fournisseurs, de références, spécialisation des usines par produit, diminution des coûts au niveau des produits asiatiques vendus dans les mêmes rayons des grands distributeurs. De nombreux emplois sont supprimés, sans aucun licenciement sec[réf. nécessaire].
Pendant l'été 1998, en raison d'une crise mondiale, Moulinex perd ses marchés russe et brésilien, et se retrouve en Europe en concurrence avec des produits asiatiques dont les marchés nationaux n'ont plus les moyens d'absorber la production.
De 1999 à 2000, Moulinex bâtit un plan pour se séparer de ses activités déficitaires de vente de micro-ondes et d'aspirateurs. Des accords industriels sont trouvés avec Whirlpool et Zelmer pour leur en confier la production tout en conservant les activités de recherche et développement (R&D), le marketing et la commercialisation sous marque Moulinex.
En février/mars 2000, le marché[Qui ?] témoigne de sa confiance dans Moulinex en lui apportant plus de 800 millions de francs pour mettre en place son plan. Ce plan ne sera cependant pas mis en œuvre car le très riche groupe italien El.Fi., propriétaire de Brandt, prend le contrôle de Moulinex. Les administrateurs de Moulinex demandent à Pierre Blayau de défendre les intérêts de l'entreprise face à son nouvel actionnaire en prenant le risque d'être renvoyé. S'il était renvoyé, ils lui demandent de ne plus travailler dans le secteur de l'électro-ménager pendant 5 ans (en contrepartie, Pierre Blayau recevra une indemnité de non-concurrence qui lui sera reprochée).
Le jour de la fusion entre Moulinex et Brandt, Pierre Blayau est « remercié » par le nouvel actionnaire et remplacé par Patrick Puy. 9 mois après la fusion et le départ de Pierre Blayau, Moulinex est lâchée par son actionnaire majoritaire qui refuse de mettre à disposition les fonds qu'il avait promis pour faire accepter la fusion Moulinex-Brandt. Moulinex perd alors la confiance de ses banques et dépose son bilan le 7 septembre 2001, ce qui met au chômage quelque 5 200 personnes.
Seb reprend alors les actifs rentables de Moulinex pour mettre en œuvre le plan Blayau de mars 2000. Les anciens dirigeants de Moulinex ont été mis en examen en juillet 2004, pour « banqueroute par emploi de moyens ruineux et banqueroute par détournements d’actifs ». Cette procédure pénale s'est terminée en mars 2012 par un non-lieu général pour les anciens dirigeants de Moulinex.

#### Au sein de la SNCF
Pierre Blayau rejoint en janvier 2001 Geodis, filiale logistique de la SNCF en tant que PDG, et devient directeur général délégué de la branche transports et logistique de la compagnie ferroviaire française à la suite de l'OPA de celle-ci sur sa filiale. Il est aussi conseiller du président Guillaume Pepy à partir de 2003 et membre du comité exécutif de la SNCF.
Il recrute Luc Oursel chez Geodis en 2004, et le promeut en 2006 en tant que directeur général avant qu'il quitte le groupe pour Areva six mois plus tard.
Après avoir présidé aux destinées de SNCF Logistique en tant président-directeur général pendant cinq ans, Pierre Blayau quitte ses fonctions dans le groupe SNCF après sa nomination à la présidence du conseil de surveillance d'Areva le 24 juin 2013.

#### Au sein d'Areva
Pierre Blayau est président du conseil de surveillance d'Areva du 24 juin 2013 au 14 novembre 2014, date à laquelle il est remplacé par Philippe Varin.

#### CCR
En janvier 2015, il est nommé président de la Caisse centrale de réassurance, société anonyme d'assurance détenue par l'État,.

#### Dans le football
Féru de football, il soutient successivement l’AS Nancy-Lorraine via Pont-à-Mousson, puis le Stade rennais avec François Pinault. Membre du comité d’organisation de la Coupe du monde 1998, il est ensuite président délégué du Stade rennais (1998-2000). Il est également trésorier général de la Ligue de football professionnel.
Le 2 mai 2005, il est nommé par le groupe Canal+, président délégué du Paris Saint-Germain en remplacement de Francis Graille. Très pris par ses activités professionnelles, il assure une présidence à mi-temps et bénévole. Malgré les bons résultats du club, alors 6e du championnat, obtenus par Laurent Fournier, son entraîneur, Blayau décide à la surprise générale de licencier ce dernier, après lui avoir imposé une forte pression par le biais des médias. En juin 2006, il est remplacé par Alain Cayzac à la tête du club, après le rachat de ce dernier par Colony Capital.

## Distinctions
- Chevalier de la Légion d'honneur
- Officier de l'ordre national du Mérite

## Sources
- « Blayau, Pierre », Who's Who in France (consulté le 11 avril 2008)
- Anna Rousseau, « Apaisé, Pierre Blayau est remis sur les rails », Magazine Challenges, 10 avril 2008